# HGNC
El HGNC o HUGO Gene Nomenclature Committee (Comité de Nomenclatura de Genes de HUGO) es un comité perteneciente a la Human Genome Organisation o HUGO (Organización del Genoma Humano), que tiene la misión de aprobar un nombre único y con sentido para cada uno de los genes humanos conocidos basándose en consultas a expertos. Además de un nombre largo, el HGNC asigna también a cada gen una abreviatura, denominada símbolo. Entre los genes humanos que se han nombrado se incluyen esencialmente los genes codificantes de proteínas, genes de ARN y pseudogenes.

## Propósito
A menudo las abreviaturas/símbolos de los genes y a veces incluso los nombres completos de los genes no son específicos para un único gen. Un ejemplo claro de esto es el símbolo CAP, que puede referirse a 6 genes diferentes (BRD4, CAP1, LNPEP, PTPLA, SERPINB6, y SORBS1).
Los nombres cortos de genes del HGNC, o los símbolos de genes, a diferencia de los símbolos publicados y usados anteriormente, se asignan específicamente a un único gen. Esto puede dar lugar a tener que usar abreviaturas o símbolos menos comunes para algunos genes con el fin de evitar repeticiones, pero reduce la confusión con respecto a qué gen se hace referencia.

## Directrices para la nomenclatura de genes
El HGNC resume su estrategia para nombrar genes y asignarles símbolos (abreviaturas) de la siguiente manera:
1. el símbolo del gen debe ser único
2. los símbolos solo deberían contener letras del alfabeto latino y números arábigos
3. los símbolos no deberían contener signos de puntuación o acentuación ni la letra "G" para indicar gen
4. los símbolos no contendrán ninguna referencia a la especie que los posee, por ejemplo, los genes humanos no contendrán "H/h"

La descripción completa de las directrices de la nomenclatura del HGNC pueden encontrarse en su página web . Archivado el 13 de noviembre de 2013 en Wayback Machine. El HGNC dedica los apéndices _v1, _v2,.. a distinguir entre diferentes variantes de splicing y los _pr1, _pr2,.. a las variantes de promotores de un solo gen.
El HGNC declara también que "la nomenclatura de los genes debería evolucionar con las nuevas tecnologías en vez de ser restrictiva como a veces ocurre cuando se aplican sistemas históricos de nomenclatura de genes únicos".
Las directrices completas para el nombramiento de genes humanos se publicaron por última vez en 2002, pero el HGNC sacó posteriormente guías para tipos de locus específicos como los loci retrovirales endógenos, variantes estruturales variantes estructurales y ARN no codificantes.

## Procedimiento de nomenclatura de los genes
Cuando se asigna una nueva nomenclatura de genes el HGNC hace esfuerzos para contactar con los autores que publicaron sobre el gen humano en cuestión por correo electrónico y se solicitan sus respuestas sobre la nomenclatura propuesta. El HGNC también se coordina con los Comités de Nomenclatura Genómica de la Rata y el Ratón, con otros conservadores de bases de datos, y expertos en familias de genes específicas o conjuntos de genes.

## Revisión
El procedimiento de revisión del nombre del gen es similar al procedimiento de nomenclatura, pero cambiar el nombre de un gen ya estandarizado después de que se alcance un consenso puede crear confusión y la ventaja de hacerlo es, por lo tanto, controvertida. Por esta razón el HGNC aspira la que los cambios en el nombre de un gen se hagan solo se hay un amplio acuerdo para realizarlo entre la mayoría de los investigadores que trabajan con ese gen.